# Tête (sommet)
Pour les articles homonymes, voir Tête.

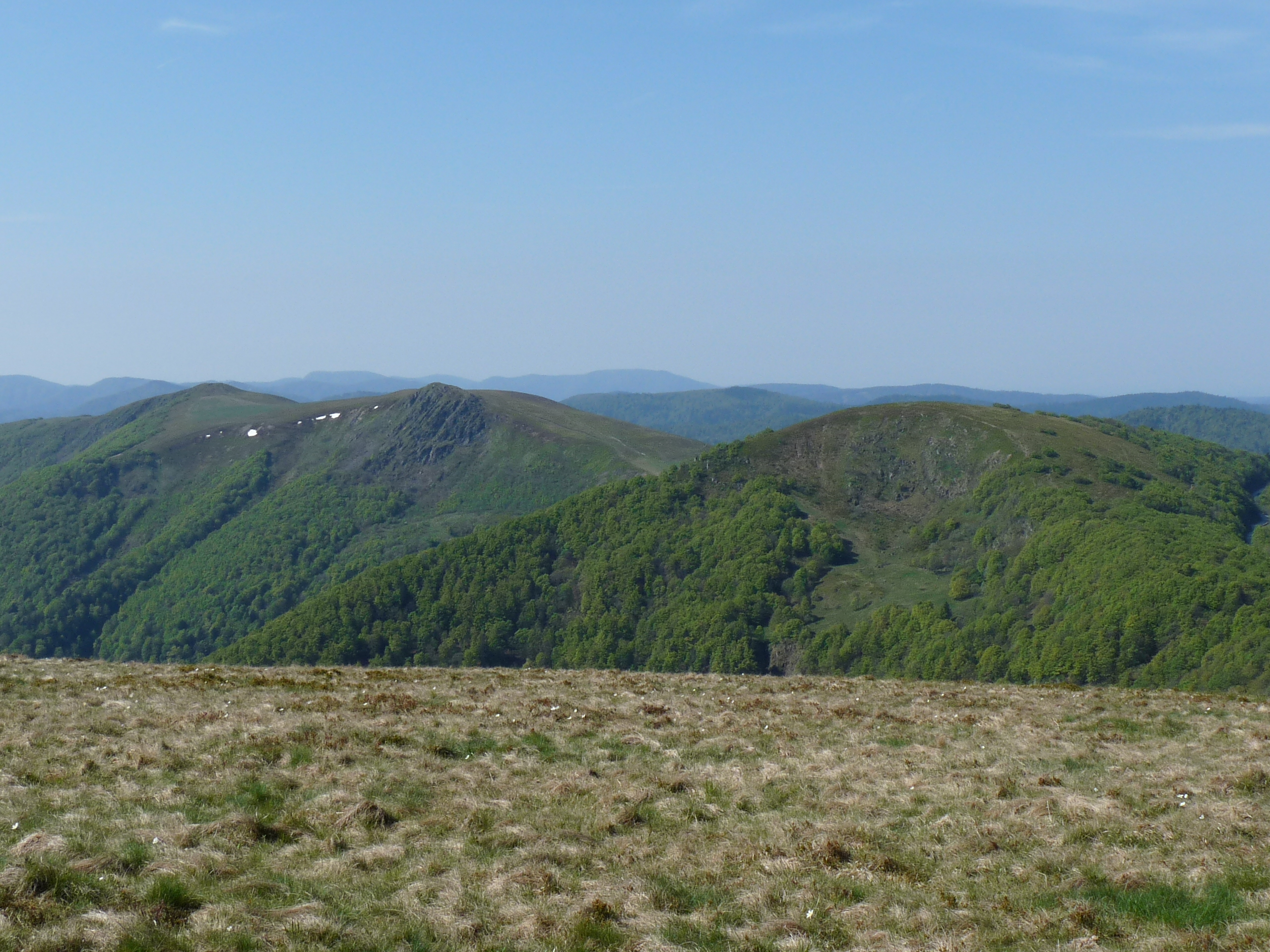
Rainkopf, Rothenbachkopf, Batteriekopf.

Une tête désigne un sommet de montagne associé à une proéminence dont la partie supérieure prend le plus souvent une forme arrondie. En France, le terme est surtout représenté dans le massif des Vosges dans le Grand Est, mais aussi dans une moindre mesure dans toute la façade est du pays et en Suisse romande. La version germanique Kopf est très répandue dans les pays germanophones en moyenne montagne comme en très haute altitude, y compris dans les Vosges alsaciennes et mosellanes.

## Étymologie et significations

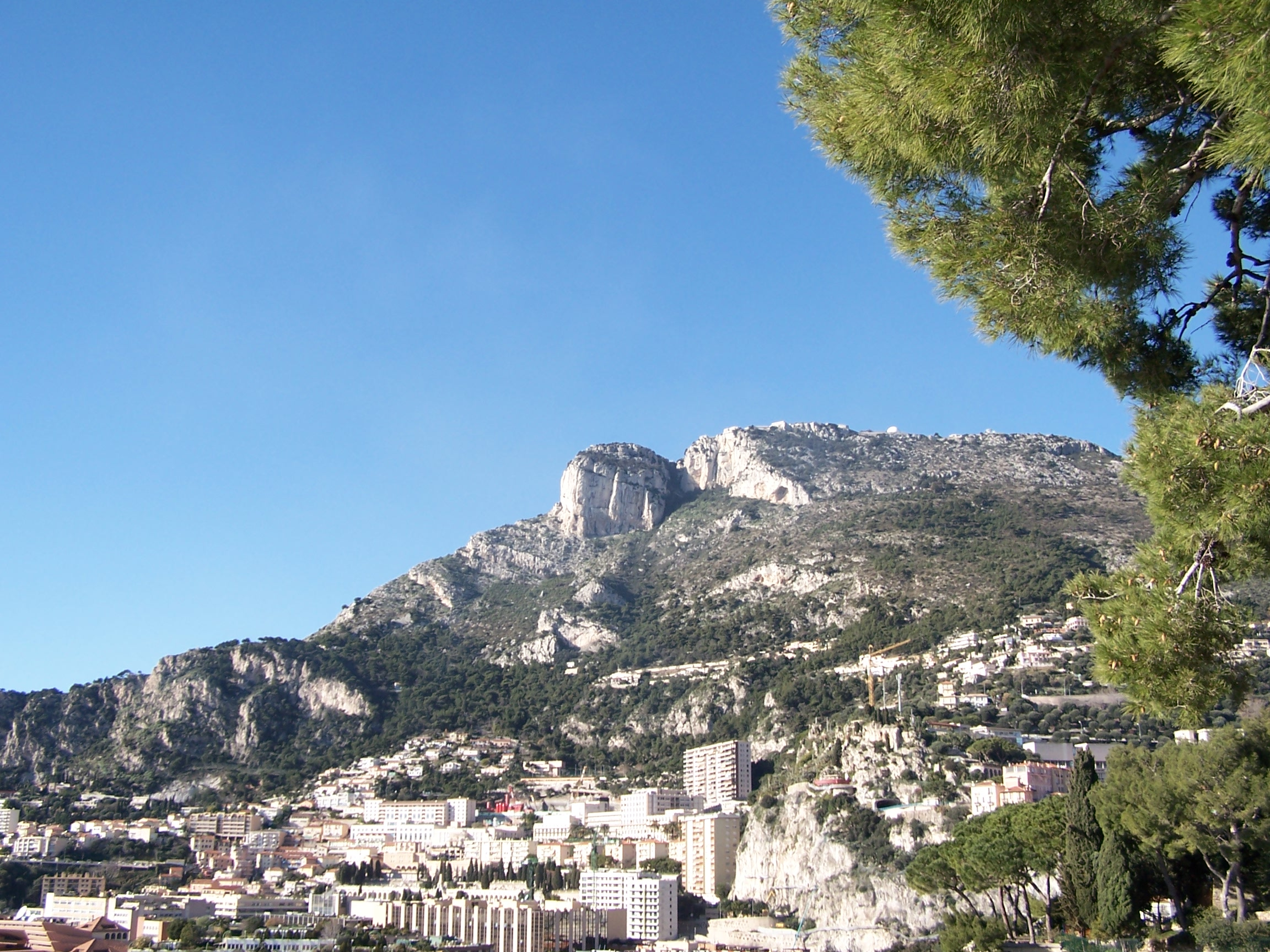
Tête de Chien vue de Monaco.

Schneekoppe ou Sniejka.

L’étymon bas-latin testa provenant du latin classique testa avec le sens de « coquille » ou « carapace de tortue » prend progressivement le sens de « pot », « tesson », puis « crâne » ou « boîte crânienne ». La forme arrondie du sens initial se retrouve donc dans l’usage toponymique qui s’est imposé dans certaines régions.
Le sommet en tête joue en effet le rôle du point de repère ; en général, il attire le regard par son côté massif en opposition avec les parties basses des alentours, il peut être le premier sommet apparent à l’entrée d’une vallée, même de faible altitude ; il peut servir de limite supérieure d’une micro région ou d’une zone administrative, ou bien encore de la montagne fétiche ou identitaire du secteur.
Quant à la version haut allemande Kopf, elle dépasse les régions du bassin méridional des langues germaniques où sont situés les massifs des Alpes, de la Forêt-Noire, des Vosges et plus globalement de toutes les parties du Massif schisteux rhénan. En Suisse alémanique, le terme Grind se substitue parfois à celui de Kopf, mais il a la même signification. Suivant les régions, les formes phonétiques divergent: Gupf, Kopp, Koppe ou Kuppe. De fait, les deux termes Kopf et Kuppe se chevauchent dans leur sens puisque le second terme désigne en allemand un sommet arrondi.

## Massif vosgien
Dans les Vosges romanes, il cohabite avec les oronymes en haut, ballon ou mont. Dans la partie germanophone, Kopf est présent à côté des nombreux Berg sans que l'altitude entre en ligne de compte dans la distribution des termes. On remarque dans la liste des principaux sommets des Vosges du Nord. Le nombre des oronymes en -kopf dans le parc naturel régional des Vosges du Nord est effectivement important alors que les sommets ne dépassent pas les 590 m d'altitude (le Grand Wintersberg culmine à seulement 581 m).
Tête ou Kopf sont interchangeables dans leur usage dans la région de transition à cheval sur la limite des langues germano-romanes. Certains sommets sont indiqués sur les cartes topographiques avec les deux noms comme la « tête des Russiers » ou « Steinkopf ». Les locuteurs locaux choisissent par commodité le terme qui correspond à leur langue vernaculaire.
Les toponymes germaniques en Thal et Bach sont généralement dans les environs immédiats des toponymes en Kopf. Ainsi, afin de l'illustrer par un terme totalement fictif, le ruisseau que l'on nommerait Raimbach donnerait son nom à la vallée Raimbachthal qui serait dominée dans sa partie la plus élevée par le Raimbachkopf. On retrouve la même configuration sur le versant occidental des Hautes-Vosges avec les toponymes équivalents en val (aussi basse ou colline), goutte et tête.
Le meilleur exemple de la cohabitation des « têtes » et des « Kopf » dans les Vosges est le massif qui sert de frontière départementale entre les Vosges et le Haut-Rhin entre Bussang et Saint-Amarin. La limite correspond également à la frontière linguistique entre les langues romanes et germaniques. Sur la façade vosgienne, on a les sommets suivants :
- Tête de Meusfoux ;
- Tête de Fellering ;
- Tête des Russiers ;
- Tête de Bouloie ;
- Tête des Allemands[10][réf. à confirmer] ;
- Tête des Neufs-Bois ;
- Tête de Grouvelin ;
- Tête des Cerfs ;
- Tête du Rouge-Gazon[11][réf. à confirmer] ;
- Tête de Rouge Goutte ;
- Tête des Perches ;
- Tête de Nayemont ;
- Ronde Tête[10][réf. à confirmer] ;
- Tête de Moinechamp ;
- Tête des Chats ;
- Tête du Chat Sauvage ;
- Tête des Charbonniers.

Une fois qu'on passe la frontière linguistique ou même parfois sur la même crête en alternance, on observe les noms germaniques :
- Hasenkopf ;
- Steinkopf ;
- Rimbachkopf ;
- Mittelrainkopf ;
- Johanneskopf ;
- Hoherkopf ;
- Brandkopf ;
- Hirschbachkopf ;
- Grünenwaldkopf ;
- Rothenbachkopf ;
- Klebbachkopf ;
- Stiftkopf ;
- Belackerkopf ;
- Bannbergkopf.

## Champagne-Ardennes
Une tiste, variante régionale de teste, désigne également un sommet de butte ou colline dans le sens de tête en Champagne.
Dans les Ardennes dont les sommets arrondis de basse altitude rappellent ceux des Vosges du Nord ou de l’Eifel, ce n’est pas l’étymon testa qui s’est imposé, mais le vocable régional tringle. Dans ce massif forestier, il a le sens de « sommet » et « tête ».

## Pays alpin

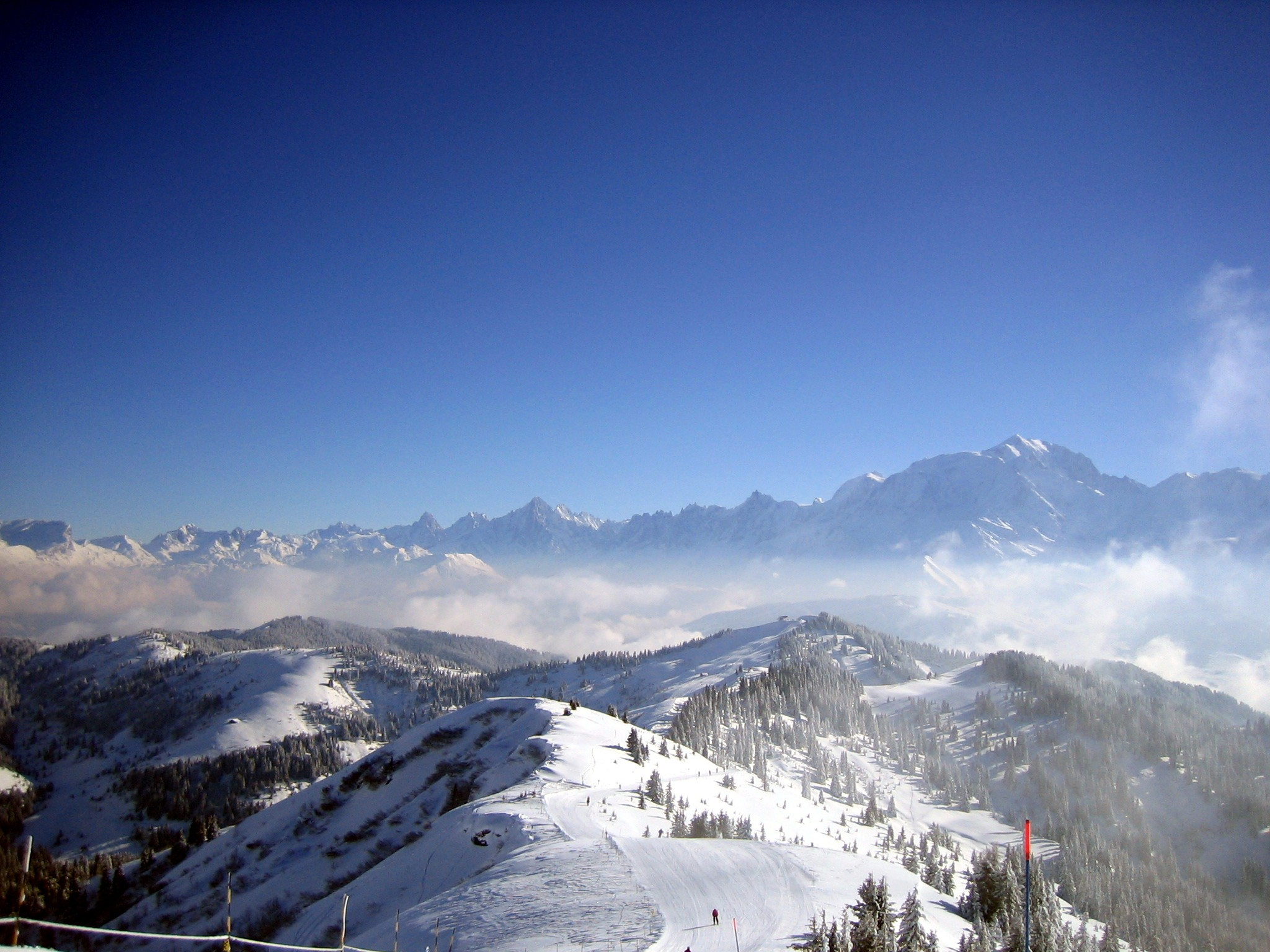
Tête du Torraz

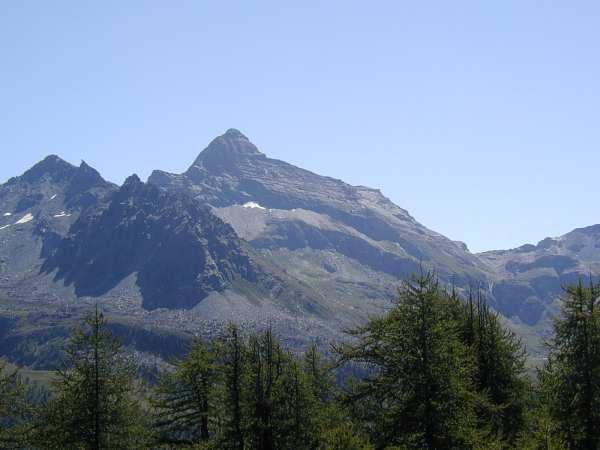
Testa Grigia, Italie

Les nombreuses variantes franco-provençales de la même racine latine testa prennent le sens entre autres de « bosse », « crête » et « sommet arrondi ». 
Les variantes régionales sont les suivantes pour les vallées alpines de la Suisse romande, de Savoie et du Val d’Aoste : 
- Téta (très représentée en Haute-Savoie) ;
- Téhha, téhho, tihha ;
- Têkha ;
- Térha ;
- Tésha têsha ;
- Têssa ;
- Téa.

Ce ne sont pas forcément les formes dialectales qui sont officiellement utilisées sur les cartes ou les panneaux de circulation. On lit certes « tête », mais on imagine aisément que les autochtones ont employé le terme local quand ils parlaient dans la langue vernaculaire.
Dans les Alpes maritimes, le Midi en général, mais aussi en Italie voisine, le nom féminin testa ou testo est utilisé dans la toponymie pour désigner un sommet isolé, un point culminant et une éminence généralement rocheuse.
Quelques exemples de têtes dans les pays alpins sont cités par Guex dans son ouvrage sur les noms de montagne : 
- Tête à Guète[15] ;
- Tête au Veillon[15] ;
- Têta Perfia[16] ;
- Tête Crettex[17] ;
- Tête Biselx[18] ;
- Tête Blanche[18] ;
- Tête de Vare (ou Varé)[19].

## Corse
Bien que le terme testa existe en langue corse, c’est l’étymon latin caput qui a été retenu en Corse sous la forme capu (le corse ferme en effet la voyelle finale -o du masculin en -u, contrairement à l'italien standard) pour désigner les sommets de montagne en lieu et place de testa . La toscanisation de certains toponymes est également à l'origine de quelques occurrences de la forme capo (graphie italienne).
La plupart des capi se concentrent dans les massifs du Cinto et du Rotondo :
- Capu Biancu
- Capu a u Ceppu ;
- Capu a u Dente ;
- Capu Falu ;
- Capu a e Ghiarghiole ;
- Capu a i Sorbi
- Capu Tafunatu ;
- Capu a u Verdatu.